# Gerald Ketchum

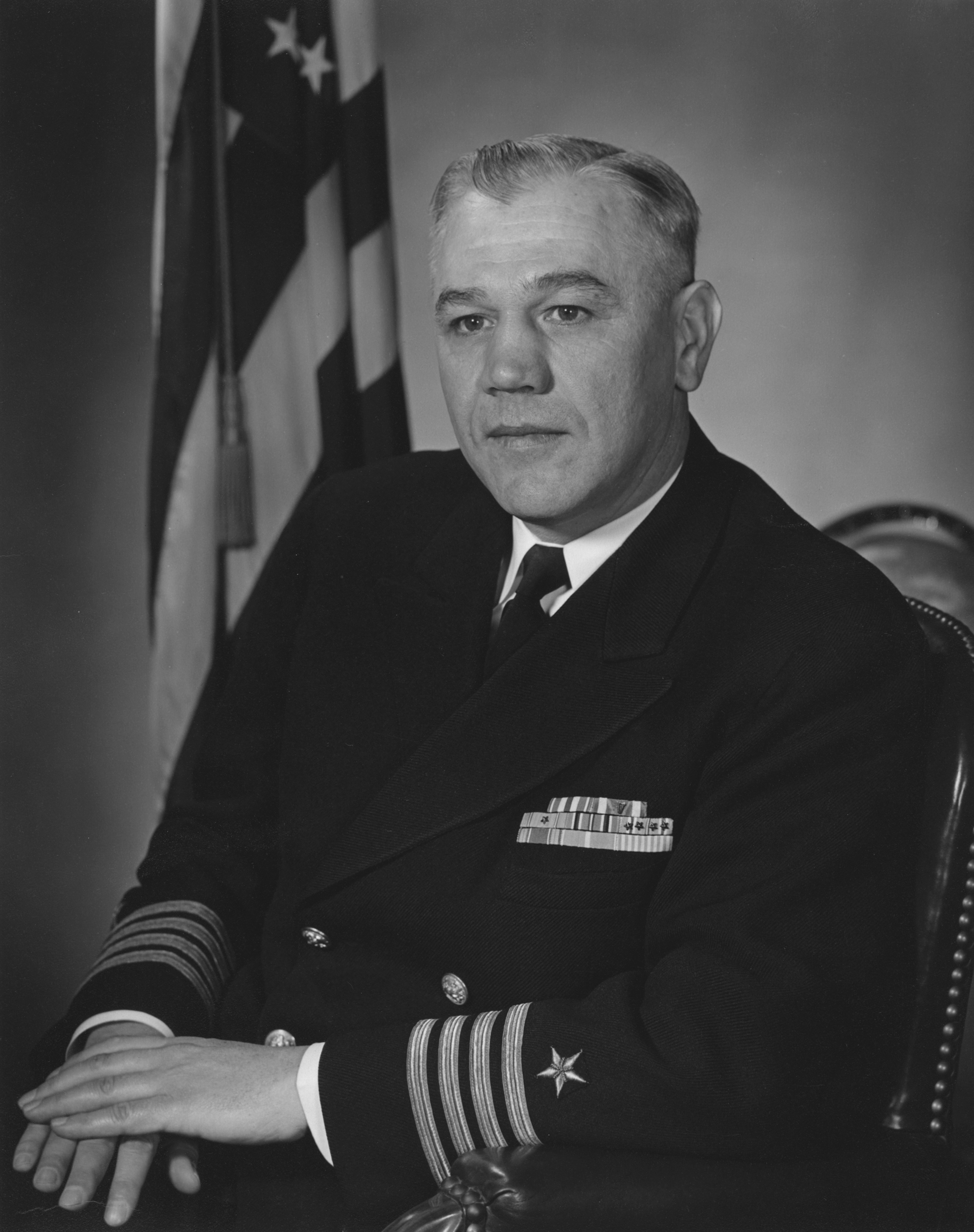
Gerald Ketchum

Gerald Lyle Ketchum (* 5. Dezember 1908 in Seattle, Washington; † 22. August 1992 in Plano, Texas) war ein US-amerikanischer Konteradmiral und Antarktisforscher.

## Leben
Ketchum wurde als Sohn von William Merton Ketchum (1867–1957) und dessen Frau Edith Leone (geb. Bennett, 1884–1953) in Seattle geboren. Im Alter von sechs Jahren ließen sich seine Eltern zunächst scheiden. Ketchum wuchs in einer Pflegefamilie in Bellingham auf, bis er im Alter von 15 Jahren zu seinen wiederverheirateten Eltern zurückkehrte. Mit 17 verließ er die Schule und begann eine Ausbildung an der United States Naval Academy, die er 1931 im Rang eines Ensign abschloss. Im Zweiten Weltkrieg diente er auf dem Zerstörer USS Perkins, der am 29. November 1943 infolge einer Kollision mit einem Truppentransporter vor der Nordostküste Neuguineas sank. Nach dem Krieg kehrte er als Ausbilder an die Naval Academy zurück.
Ketchum war an drei Antarktisexpeditionen des US-Militärs beteiligt. Im Rang eines Fregattenkapitäns erhielt er das Kommando über den Eisbrecher USCGC Burton Island im Rahmen der Operation Highjump (1946–1947). Mit diesem und dem Eisbrecher USCGC Edisto leitete er danach die Operation Windmill (1947–1948), bei der er auch die zeitgleich stattgefundene Ronne Antarctic Research Expedition unter der Leitung Finn Ronnes unterstützte. Bei der ersten Operation Deep Freeze (1955–1956) war Ketchum stellvertretender Einsatzleiter unter George J. Dufek (1903–1977).
Im Jahr 1959 schied Ketchum im Rang eines Konteradmirals bei der United States Navy aus. Er wohnte danach mit seiner Frau, die er 1933 geheiratet hatte, in Pine Bluff, Arkansas. Er starb 1992 im Alter von 83 Jahren im texanischen 
Plano.
In der Antarktis sind der Gebirgskamm Ketchum Ridge und der Ketchum-Gletscher nach ihm benannt.